# Münchener Rück
Munich Re (Münchener Rück) este o companie germană de reasigurare care a avut în 2006 o cifră de afaceri de 37,4 miliarde € și 37.200 angajați.